# Betina Soriano
Betina Fernanda Soriano (Córdoba, provincia de Córdoba, Argentina, 1 de marzo de 1994) es una futbolista argentina. Juega como mediocampista en Belgrano de la Primera División A.

## Trayectoria
Betina comenzó a jugar en Belgrano a los 12 años. Jugó en "el Celeste" hasta 2015, cuando decidió retirarse para enfocarse en el estudio y en su trabajo. También tuvo fugaces pasos por M.E.D.E.A., Huracán de Parque Patricios y UAI Urquiza. En 2019 regresó al fútbol jugando para el mismo equipo y más adelante en ese mismo año se sumó a Talleres. En 2021 partió a Costa Rica para jugar en el Sporting. Finalizó el torneo de ese año como goleadora del equipo con 8 tantos. A fin de año regresó a "las Matadoras" para competir en el torneo de Primera C en 2022. Talleres logró el ascenso ese año y, luego de dos años en "la T", Soriano volvió a Belgrano. En 2024, fue la segunda mayor asistidora del torneo de Primera A.

## Selección nacional
Su primer paso por la selección fue con la Sub-17. Luego representó a Argentina en el Campeonato Sudamericano Femenino Sub-20 de 2012 y en la Copa Mundial Femenina Sub-20 de la FIFA ese mismo año. Debutó con la selección mayor durante los Juegos Panamericanos de 2011. Formó parte de la convocatoria preselección de los Juegos Panamericanos de 2015, pero no estuvo entre las 18 jugadoras seleccionadas para dicho certamen. En 2021 fue convocada nuevamente, pero no pudo viajar por problemas burocráticos.

### Estadísticas
Datos actualizados al último partido jugado el 1 de agosto de 2025.
| Selección | Año   | Copa América | Copa América | Juegos Panamericanos | Juegos Panamericanos | Total | Total |
| Selección | Año   | PJ           | G            | PJ                   | G                    | PJ    | G     |
| --------- | ----- | ------------ | ------------ | -------------------- | -------------------- | ----- | ----- |
| Argentina |       |              |              |                      |                      |       |       |
| 2011      | 0     | 0            | 2            | 0                    | 2                    | 0     |       |
| 2025      | 5     | 0            | 0            | 0                    | 5                    | 0     |       |
| Total     | Total | 5            | 0            | 2                    | 0                    | 7     | 0     |

## Clubes
| Club        | País       | Año             |
| ----------- | ---------- | --------------- |
| Belgrano    | Argentina  | 2006 - 2015     |
| retirada    |            |                 |
| Belgrano    | Argentina  | 2019            |
| Talleres    | Argentina  | 2019 - 2020     |
| Sporting FC | Costa Rica | 2021            |
| Talleres    | Argentina  | 2021 - 2023     |
| Belgrano    | Argentina  | 2024 - presente |